# Area specialmente protetta di interesse mediterraneo
Area specialmente protetta di interesse mediterraneo (ASPIM), o SPAMI (dall'acronimo inglese Specially Protected Areas of Mediterranean Importance), è la denominazione che viene assegnata ai siti di importanza per la conservazione della biodiversità nel Mediterraneo.

## Scopi e contesto
Gli ecosistemi di questi siti sono specifici del Mediterraneo o rappresentano gli habitat di specie minacciate. Sono inoltre siti di speciale interesse scientifico, estetico culturale o educativo.

## Elenco ASPIM
Elenco delle aree ASPIM (aggiornato al 2009):
- Algeria
  - Riserva Marina del Banco delle Kabyles
  - Isole Habibas
- Francia
  - Parco nazionale di Port-Cros
  - Riserva naturale delle Bocche di Bonifacio
  - Santuario dei cetacei
- Italia
  - Area naturale marina protetta Portofino
  - Riserva naturale marina di Miramare
  - Area naturale marina protetta del Plemmirio
  - Area naturale marina protetta Tavolara - Punta Coda Cavallo
  - Riserva naturale marina Torre Guaceto
  - Area naturale marina protetta Punta Campanella
  - Area naturale marina protetta Capo Caccia - Isola Piana
  - Santuario dei cetacei
- Marocco
  - Parco nazionale di al-Hoseyma
- Monaco
  - Santuario dei cetacei
- Spagna
  - Isola di Alborán
  - Parco naturale di Cabo de Gata-Nijar
  - Fondo marino di Levante di Almeria
  - Le falesie di Maro-Cerro Gordo
  - Parco naturale di Cap de Creus
  - Parco marino delle Isole Medes
  - Mar Menor e la zona del Mediterraneaneo Orientale della regione della costa della Murcia
  - Isole Columbretes
  - Parco nazionale marittimo-terrestre dell'arcipelago di Cabrera
- Tunisia
  - Arcipelago de La Galite
  - Isole Kneiss
  - Parco nazionale delle isole Zembra e Zembretta